# نظام التعليق المستقل

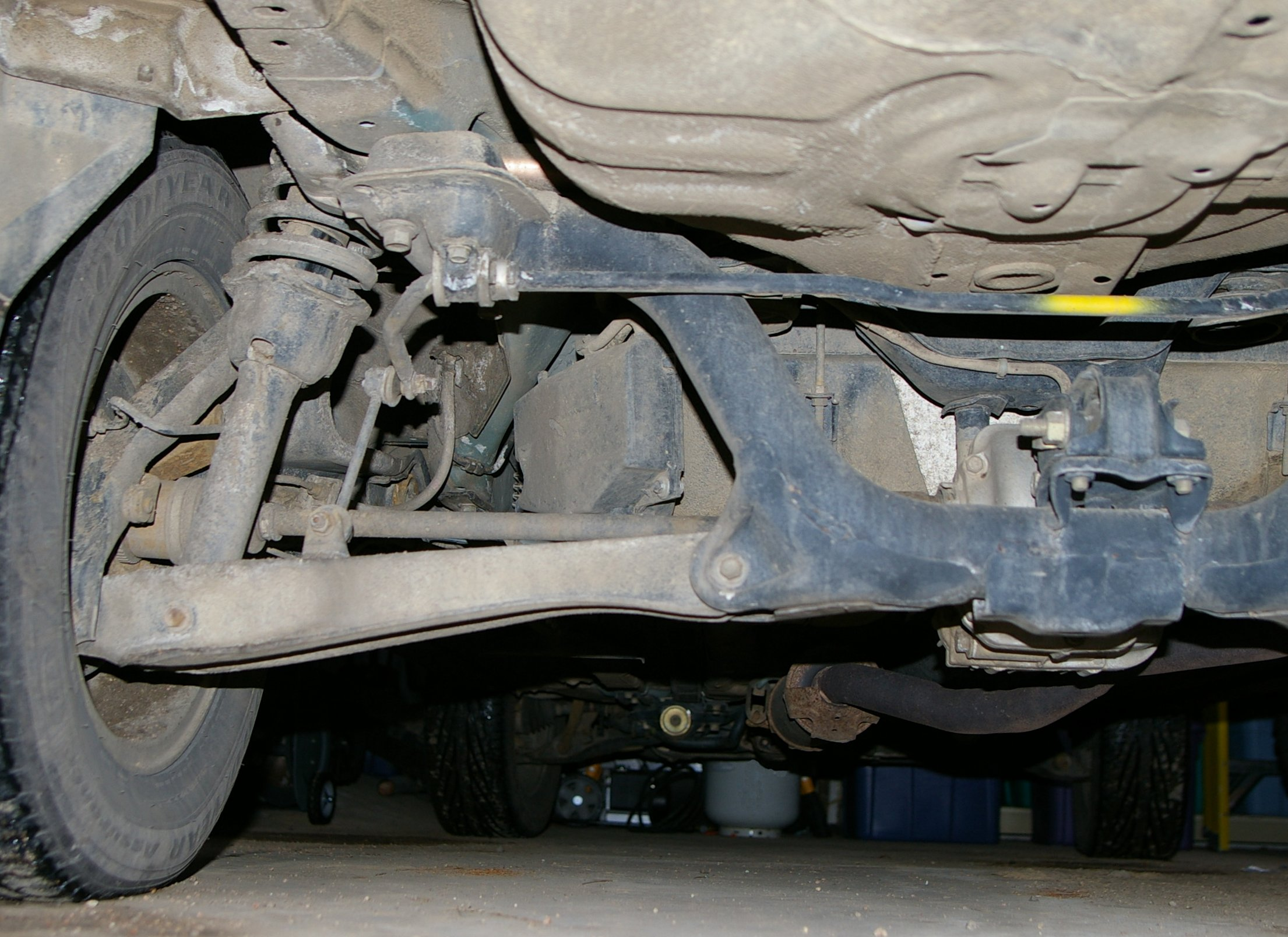
نظام تعليق خلفي مستقل متعدد الوصلات على سيارة دفع رباعي. يحتوي الشريط المضاد للالتفاف على بعض الطلاء الأصفر عليه.

التعليق المستقل (بالإنجليزية: Independent suspension)‏ هو أي نظام تعليق للسيارات يسمح لكل عجلة على نفس المحور بالتحرك عموديًا (أي الاستجابة لمطبات على الطريق) بشكل مستقل عن العجلات الأخرى. يتناقض هذا مع محور الشعاع أو نظام محور deDion الذي ترتبط فيه العجلات. تشير كلمة "مستقل" إلى حركة أو مسار حركة العجلات أو التعليق. من الشائع أن يوصّل الجانبين الأيسر والأيمن من التعليق بقضبان مانعة للانحراف أو آليات أخرى من هذا القبيل. يربط قضيب منع التدحرج معدلات نابض التعليق الأيمن والأيسر معًا ولكنه لا يربط حركتهما معًا.
تحتوي معظم المركبات الحديثة على نظام تعليق أمامي مستقل (IFS). تحتوي العديد من المركبات أيضًا على نظام تعليق خلفي مستقل (IRS). كما يوحي الاسم، لديها العجلات الخلفية بشكل مستقل. يحتوي نظام التعليق المستقل تمامًا على تعليق مستقل على جميع العجلات. استخدمت بعض الأنظمة المستقلة المبكرة محاور التأرجح، لكن الأنظمة الحديثة تستخدم دعامات تشابمان أو ماكفرسون، أو أذرع خلفية، أو روابط متعددة، أو موجه عرضي مزدوج.
عادةً ما يوفر نظام التعليق المستقل جودة قيادة أفضل وخصائص تحكم، نظرًا لانخفاض الوزن غير المعلق وقدرة كل عجلة على التعامل مع الطريق غير المنقطع عن أنشطة العجلة الأخرى على السيارة. يتطلب التعليق المستقل جهدًا هندسيًا إضافيًا ونفقات في التطوير مقابل ترتيب محور شعاعي الشكل أو مباشر. يمكن أن يؤدي استخدام (IRS) المعقد جدًا أيضًا إلى ارتفاع تكاليف التصنيع.
السبب الرئيسي لانخفاض الوزن غير المعلق بالنسبة لتصميم المحور المباشر هو أنه، بالنسبة للعجلات المُدارة، لا تشكل وحدة ترس السرعة جزءًا من العناصر غير المعلقة في نظام التعليق. بدلاً من ذلك، يتم تثبيته إما مباشرة في هيكل السيارة أو بشكل أكثر شيوعًا في هيكل فرعي.
يتم تحقيق الحركة النسبية بين العجلات وترس السرعة من خلال استخدام أعمدة إدارة متأرجحة متصلة عبر مفاصل عالمية (وصلات U)، مماثلة لمفاصل السرعة الثابتة (CV) المستخدمة في المركبات ذات الدفع الأمامي.

## تعليق مستقل

### مفهوم التعليق
التعليق هو المكون الوحيد الذي يفصل السائق و/ أو الراكب عن الأرض. يساعد نظام التعليق في السيارة على امتصاص الخشونة في الطريق. هناك العديد من الأنظمة والتصاميم التي تقوم بذلك، مثل نظام التعليق المستقل.

### المزايا
يوفر هذا النظام العديد من المزايا مقارنة بأنظمة التعليق الأخرى. على سبيل المثال، في أنظمة التعليق ذات المحور الصلب، عندما تصطدم إحدى العجلات بمطبات، فإنها تؤثر على كلتا العجلتين. سيؤدي ذلك إلى الإضرار بالجر وسلاسة الركوب وقد يتسبب أيضًا في اهتزاز عجلة خطير عند التحرك بسرعات عالية. مع أنظمة التعليق المستقلة، يؤثر المطب بشكل أساسي على العجلة الملامسة فقط. يوفر هذا العديد من المزايا مثل راحة أكبر في القيادة وجر أفضل ومركبات أكثر أمانًا واستقرارًا على الطريق.

## الانواع

### تعليق موجه عرضي مزدوج
المقالة الرئيسية: موجه عرضي مزدوج
في السيارات، يعتبر نظام التعليق ذو موجه عرضي مزدوج تصميم تعليق مستقل يستخدم ذراعان (متوازيان أحيانًا) على شكل عظم الترقوة لتحديد موقع العجلة. يحتوي كل موجه عرضي أو ذراع على نقطتي تثبيت على الهيكل ومفصل واحد عند المفصل. يُركّب ممتص الصدمات وزنبرك الملف على الموجه العرضي للتحكم في الحركة العمودية. تسمح تصميمات الموجه العرضي المزدوجة للمهندس بالتحكم بعناية في حركة العجلة خلال سير التعليق، والتحكم في معايير مثل زاوية الحدبة، وزاوية العجلة، ونمط التتبع (اصبع القدم)، وارتفاع مركز التدحرج، ونصف قطر الاحتكاك والمزيد.

### تعليق متعدد الوصلات
التعليق متعدد الوصلات هو نوع من تصاميم تعليق المركبات المستخدم عادةً في أنظمة التعليق المستقلة، باستخدام ثلاثة أو أكثر من الأذرع الجانبية، وذراع واحد أو أكثر من الأذرع الطولية. هناك تعريف أوسع يأخذ في الاعتبار وهو تعليق مستقل له ثلاثة روابط تحكم واحد أو أكثر من تعليق متعدد الوصلات. لا يجب أن تكون هذه الأذرع متساوية الطول، وقد تكون بزاوية بعيدة عن اتجاهها "الواضح". قامت مرسيدس بتقديمه لأول مرة في أواخر الستينيات على النموذج الأولي لمرسيدس بنز C111 ودخل حيز الإنتاج لاحقًا في سلسلتيهما W201 وW124.

### دعامة ماكفرسون
هذا هو نظام التعليق الأمامي الأكثر شيوعًا والأكثر استخدامًا في السيارات اليوم. إنه تصميم بسيط للغاية وفعال يستخدم زنبرك من نوع دعامة وممتص صدمات يعمل كمجموعة يدور حول مفصل كروي واحد. انتشر هذا النظام في سيارات فورد البريطانية في الخمسينيات من القرن الماضي، ثم تبنته شركتي بي إم دبليو (1962) وبورش (1963). في وقت لاحق، أصبح هذا النظام الموفر للمساحة واسع الانتشار مع تزايد شعبية مركبات الدفع الأمامي.
تتمثل إحدى مشكلات هذا النظام في أنه بمجرد تركيب الزنبرك أو اللوحة العلوية، قد يسمع سائق السيارة المزودة بهذا النظام ضوضاء "clonk" عالية عند القفل الكامل (على سبيل المثال، تحول عجلة القيادة إلى أقصى اليسار أو أقصى اليمين)، حيث يقفز زنبرك الدعامة إلى مكانه. غالبًا ما يتم الخلط بين هذه الضوضاء وطرق مفصل السرعة الثابتة (CV).

### نوابض صفائحية عرضية

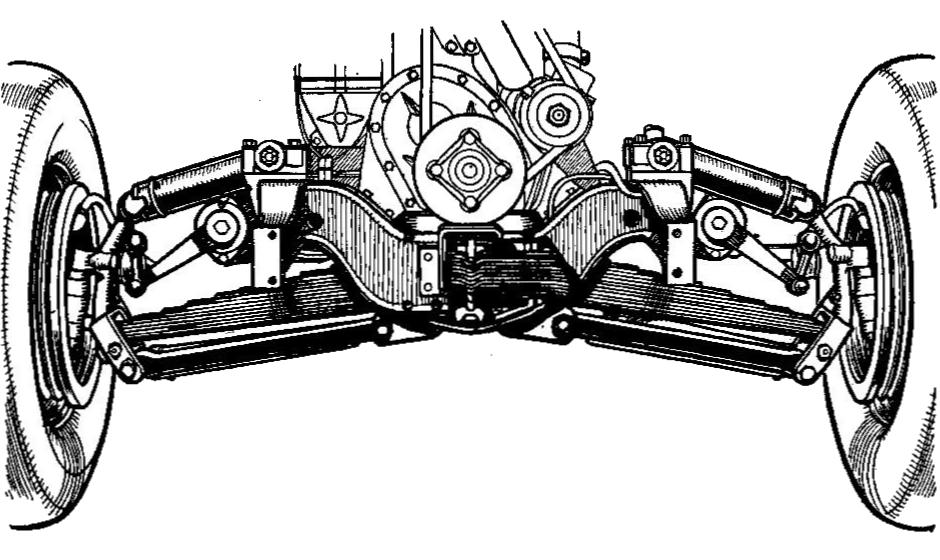
تعليق ستوديبكر "بليتاني" ذو النوابض الورقية العرضية الأمامية

استخدمت العديد من تصميمات التعليق المستقل نوابض صفائحية عرضية. تستخدم معظم التطبيقات نوابض فولاذية متعددة الصفائح، على الرغم من أن التصميمات الحديثة استخدمت نوابض من البلاستيك المقوى بالألياف (FRP، عادةً ما تكون الألياف من الألياف الزجاجية). بالإضافة إلى نوع النوابض (فولاذ متعدد الأوراق، FRP)، يمكن التمييز بين الأنظمة التي تعمل فيها النوابض أيضًا كرابط تحديد الأوضاع وأخرى تعمل فيها فقط كعضو مرن.
سيارة إيه سي كوبرا هي مثال على نظام تعليق عرضي متعدد الصفائح من الفولاذ يستخدم نابض الصفائح كذراع تعليق علوي. بدلاً من ذلك، يعتبر نظام التعليق الخلفي لسيارة كورفيت لعام 1963 مثالاً حيث يستخدم نابض الصفائح العرضي فقط كنابض للراحة. في كلا المثالين، يركب نابض الصفائح بشكل مركزي، مما يمنع حركة العجلة على جانب واحد من التأثير على العجلة على الجانب الآخر.
في عام 1981، أرست شركة جنرال موتورز استخدام نابض صفيحة عرضي من البلاستيك FRP على كورفيت الجيل الثالث. كما هو الحال في الأمثلة المذكورة أعلاه، استخدم النابض نقطة تثبيت واحدة مركزية عزلت الحركات اليمنى واليسرى. قلل نابض FRP من الوزن والقضاء على احتكاك الصفيحة الداخلية مقارنة بنابض المعدن متعدد الصفائح والذي كان قياسيًا في السيارة.
بدلاً من التثبيت المركزي لنابض الصفائح العرضي وبالتالي عزل الجانبين الأيسر والأيمن للنوابض، استخدم بعض المصنعين، بدءًا من فيات، حوامل نوابض متباعدة على نطاق واسع. اُستخدم لأول مرة في مقدمة سيارة فيات 600 عام 1955 وبعد ذلك في الجزء الخلفي من فيات 128. يسمح للنابض بالدوران داخل الحوامل مما يسمح لحركة النابض على جانب واحد بالتأثير على الجانب الآخر. يؤدي هذا الترابط الميكانيكي بين الجانبين الأيسر والأيمن للتعليق إلى تأثير مشابه لتأثير قضيب منع الانقلاب.استخدمت سيارات كورفيت، بدءًا من الجيل الرابع في عام 1984، حوامل المحور المزدوجة مع نوابض FRP.
لا يستخدم نابض الصفائح العرضي بشكل شائع كما كان في السابق. إنه نادر جدًا في السيارات الحديثة، حيث تعتبر كورفيت وعدد قليل من طرازات فولفو أمثلة على ذلك. في الماضي، اُستخدم على نطاق واسع في العديد من تريومف. استخدمت Herald وVitesse وSpitfire وGT6 جميعًا نابض صفيحة عرضي خلفي، وكذلك فولفو1995-98 960 / S90 / V90 وسيارة رياضية سويدية نادرة تحمل اسم JC Indigo تستخدم نظام تعليق خلفي.
يجب عدم الخلط بين هذا النوع من التعليق وتطبيقات المحور الصلب السابقة مثل تلك المستخدمة في سيارات فورد المبكرة.